# Пйотрово (Картузький повіт)
Пйотрово (пол. Piotrowo, нім. Fustpetershütte) — село в Польщі, у гміні Сомоніно Картузького повіту Поморського воєводства.
Населення — 90 осіб (2011).
У 1975-1998 роках село належало до Гданського воєводства.

## Демографія
Демографічна структура станом на 31 березня 2011 року:
|          | Загалом | Допрацездатний вік | Працездатний вік | Постпрацездатний вік |
| -------- | ------- | ------------------ | ---------------- | -------------------- |
| Чоловіки | 51      | 15                 | 34               | 2                    |
| Жінки    | 39      | 9                  | 22               | 8                    |
| Разом    | 90      | 24                 | 56               | 10                   |